# Das Herz des Tyrannen
Das Herz des Tyrannen (A zsarnok szíve, avagy Boccaccio Magyarországon) ist eine ungarisch-italienische Koproduktion aus dem Jahre 1981. Sie wurde von der ungarischen MAFILM und dem italienischen Fernsehen RAI in Budapest gedreht. Regisseur Miklós Jancsó inszenierte das Drehbuch seiner Lebensgefährtin Giovanna Gagliardo. Zum ersten Mal nahm er einen Film komplett im Studio auf; in Plansequenzen fährt die Kamera um die Darsteller herum.

## Handlung
Die Erzählung ist im 15. Jahrhundert angesiedelt. Ein Prinz kehrt, begleitet von einer Schauspielertruppe und einem Mönch, aus Italien nach Ungarn zurück. Über den Tod seines Vaters bekommt er abweichende Berichte zu hören und will die Wahrheit ermitteln.
Währenddessen will ihn der Erzbischof zum König krönen, sein Onkel buhlt um seine verstummte Mutter und die Türken spielen eine undurchsichtige Rolle. Tote werden wieder lebendig. Dann erscheint der Vater des Prinzen wieder; sein vorgetäuschter Tod sollte den Prinzen auf die Probe stellen, und er hat sie nicht bestanden; der Vater tötet ihn. In türkischem Auftrag bringt ein Italiener den Vater um. Zuletzt erweist sich alles Erzählte als eine Aufführung einer Theatergruppe, die aufbricht und niedergeschossen wird. Ihr Mörder wird daraufhin ebenfalls erschossen.

## Kritiken
Für das Lexikon des internationalen Films ist Das Herz des Tyrannen „perfekt durchkomponiert“. Der Film treibe mit dem Publikum ein „raffiniertes Spiel“ und narre es „mit einer parabelhaften Gleichung mit vielen Unbekannten, bis schließlich die Form jegliche mögliche Aussage überwuchert.“ Jancsó spiele „mit vielfachen Reflexen, die von der Unendlichkeit der Wirklichkeit abstrahlen: Das Spiel, der Traum und der Wahn“, hieß es in Positif. Er erschaffe eine Welt der Macht, des Wahnsinns und der Trugbilder, mit einem symbolischen Raum und einer magischen Zeitdimension, und gebe die Welt in „Bildern von eisigem Flimmern“ wieder. Auch laut dem International Film Guide 1983 herrscht im Film eine Oberflächenglätte vor und zudem ein Hauch Exotik. Der Inhalt sei so schräg, dass er ohne separate Handlungsbeschreibung nicht nachzuvollziehen sei. Streckenweise – etwa beim Ende mit Pferden und Puszta – gerate der Film zu einer Selbstparodie Jancsós. In den Cahiers du cinéma meinte Serge Daney, der den Dreharbeiten einige Tage beiwohnen durfte, die von Jancsó aufgeführten Spiele berührten nicht mehr, und wertete den Film als „sehr missraten“. Die Metapher über Macht, die von einer Hand in die nächste wechselt, sei abgestanden. Der Filmemacher stecke in der Sackgasse.